# Möwenwerder
Möwenwerder ist ein ehemaliger Wohnplatz und heute eine Wüstung der Hansestadt Havelberg im Landkreis Stendal in Sachsen-Anhalt.

## Geographie
Der Ort liegt drei Kilometer westsüdwestlich von Havelberg und fünf Kilometer südöstlich von Werben (Elbe). Die Nachbarorte sind Räbel im Norden, Havelberg im Nordosten, Sandau (Elbe) im Südosten, Sandauerholz und Kannenberg im Südwesten, Berge im Westen sowie Neu Berge im Nordwesten.

## Geschichte
Die erste schriftliche Erwähnung des Ortes stammt aus dem Jahr 1598. Zu dieser Zeit war er unter der Bezeichnung Miwenwerder bekannt.